# Babaići
Babaići este un sat din comuna Bijelo Polje, Muntenegru. Conform datelor de la recensământul din 2003, localitatea are 105 locuitori (la recensământul din 1991 erau 156 de locuitori).

## Demografie
În satul Babaići locuiesc 84 de persoane adulte, iar vârsta medie a populației este de 44,2 de ani (39,6 la bărbați și 48,8 la femei). În localitate sunt 36 de gospodării, iar numărul mediu de membri în gospodărie este de 2,92.
Această localitate este populată majoritar de sârbi (conform recensământului din 2003).
|  |

| Demografie | Demografie | Demografie |
| An         | Locuitori  | Locuitori  |
| ---------- | ---------- | ---------- |
|            |            |            |
|            |            |            |
|            |            |            |
|            |            |            |
| 1948       | 207        |            |
| 1953       | 256        |            |
| 1961       | 273        |            |
| 1971       | 247        |            |
| 1981       | 162        |            |
| 1991       | 156        | 156        |
| 2003       | 105        | 105        |

| \| Componența etnică conform recensământului din 2003[2] \| Componența etnică conform recensământului din 2003[2] \| Componența etnică conform recensământului din 2003[2] \| Componența etnică conform recensământului din 2003[2] \| Componența etnică conform recensământului din 2003[2] \| \| ----------------------------------------------------- \| ----------------------------------------------------- \| ----------------------------------------------------- \| ----------------------------------------------------- \| ----------------------------------------------------- \| \| \| \| \| \| \| \| Sârbi \| Sârbi \| \| 76 \| 72,38% \| \| Muntenegreni \| Muntenegreni \| \| 18 \| 17,14% \| \| necunoscută \| necunoscută \| \| 8 \| 7,61% \| |              |  |    |        |
| Componența etnică conform recensământului din 2003 |              |  |    |        |
| |              |  |    |        |
| Sârbi | Sârbi        |  | 76 | 72,38% |
| Muntenegreni | Muntenegreni |  | 18 | 17,14% |
| necunoscută | necunoscută  |  | 8  | 7,61%  |